# Пронкевич Олександр Вікторович
Олекса́ндр Ві́кторович Пронке́вич (23 лютого 1963, Мурманськ, Росія) — дослідник іспанської літератури в Україні.

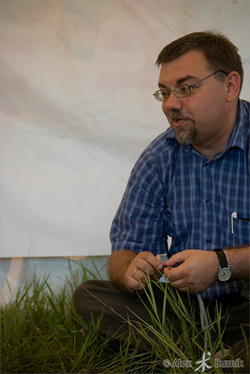
Трипільське коло

Доктор філологічних наук, директор Інституту філології Чорноморського державного університету імені Петра Могили, викладач «Києво-Могилянської Академії», іспаніст, літературний критик. Закінчив факультет іспанської мови Київського національного лінгвістичного університету.
У 2003—2004 році за Програмою академічних обмінів імені сенатора Фулбрайта студіював іспанську літературу в Університеті штату Вісконсін-Медісон.
Одразу після повернення до України розпочався «іспанський» період, Олександр Вікторович щороку буває в цій країні, а 2005 р. був стипендіатом іспанського уряду і здійснював своє дослідження в Університеті Країни Басків-Віторія-Гастейс. 2011 року науковець був у США, де чотири місяці викладав іспанську літературу в університеті Монтклер (штат Нью-Джерсі).
Член Міжнародної асоціації іспаністів. Доктор наук з іспаномовних літератур.
Нагороджений медаллю Петра Могили Національного університету «Києво-Могилянська академія» за внесок у розбудову української освіти.
2013 року нагороджений званням «Почесний містянин року» в номінації «Наука і вища школа».

## Літературно-критичний доробок
Олександр Пронкевич один з найкращих дослідників іспанської літератури в Україні. «Для мене іспаністика — проект відкритий, але не тільки на Захід (під Заходом я розумію Іспанію-Європу-Латинську Америку-США), а й на схід (Росія). Це глобальний дискурс, один із найпотужніших у теоретичному плані».
Про все це йшлося в Києво-Могилянській академії наприкінці травня під час презентації книжки «Нація — нарація в іспанській літературі доби модернізму», яка з'явилася друком у видавництві «Педагогічна преса» наприкінці 2007 року. Книжка є результатом довгих розмислів над природою символічного іспанського простору, представленого в культурі і транспонованого у світі; з іншого боку, книжка є результатом націологічних компаративних студій, адже сама назва — «нація-нарація» — відсилає читача до згадування досліджень Бгабги.
Олександр Вікторович присвятив багато часу дослідженню творчості Міґе́ля де Серва́нтеса Сааве́дри.
Дослідник зазначає що дискурси кіхотизму різняться в Україні, Польщі й Росії. Якщо в нас Дон Кіхот часто постає в романтичному ключі: Дон Кіхот — людина, віддана божевільним ідеалам революції (М.Хвильовий, Ю.Яновський, М.Куліш); якщо українські шістдесятники, на думку дослідника, — також донкіхоти, які постали зі списом слова проти вітряків безглуздої антилюдяної тоталітарної радянської дійсності, то в Росії рецепція Дон Кіхота розігрується в інакших, імперіалістських і неоімперіалістських кодах.
Образ Дон Кіхота постає такою собі матрицею, яка дивним чином переходить із культури в культуру, що знаходить своє застосування в різних культурно-світоглядних проектах, незважаючи на національні особливості. Людина нової доби дивиться у дзеркало і в якийсь момент бачить там Дон Кіхота.

## Критичні статті
Олександр Пронкевич є автором низки критичних статей та рецензій. У рецензії «Роздуми про Дон Кіхота» — перша філософська книга Х. Ортеги-і-Гасета іспаніст розглядає творчість Гасета з точки зору тлумачення автором проблеми іспанської національної ідентичності, або ж рецепція сучасного суспільства метрів світової літератури.
Також науковця цікавить проблема перекладу класиків світової літератури і пов'язане з нею питання сприйняття перекладеного тексту.

## Позалітературна діяльність
Окрім питань літератури Олександра Пронкевича хвилює питання сучасної освіти, не тільки шкільної але і університетської. 2012 року вийшло інтерв'ю Олександра Пронкевича і Шалагінова Бориса Борисовича про стан шкільної освіти в Україні, особливу увагу було зосереджено на вивченні світової літератури . Цього ж року науковець провів курс лекцій у форматі питання-відповідь на тему «Двадцять слайдів про смерть освіти»